# Питангейрас (Парана)
Питангейрас (порт. Pitangueiras) — муниципалитет в Бразилии, входит в штат Парана. Составная часть мезорегиона Северо-центральная часть штата Парана. Входит в экономико-статистический  микрорегион Лондрина. Население составляет 2508 человек на 2006 год. Занимает площадь 123,229 км². Плотность населения — 20,4 чел./км².

## История
Город основан в 1993 году.

## Статистика
- Валовой внутренний продукт на 2003 год составляет 30 685 054,00 реалов (данные: Бразильский институт географии и статистики).
- Валовой внутренний продукт на душу населения на 2003 год составляет 12 438,21 реалов (данные: Бразильский институт географии и статистики).
- Индекс развития человеческого потенциала на 2000 год составляет 0,754 (данные: Программа развития ООН).